# Oberschönrath
Oberschönrath ist ein Weiler im Grenzbereich zwischen dem Rheinisch-Bergischen Kreis und dem im Rhein-Sieg-Kreis in Nordrhein-Westfalen.

## Geographie
Die Kreisstraße 49 teilt die Siedlung in zwei Teile. Während der nördliche zum Rösrather Stadtgebiet (Rheinisch-Bergischer Kreis) gehört, ist der südliche Teil der Stadt Lohmar (Rhein-Sieg-Kreis) zugeordnet. Die Telefonvorwahl ist diejenige von Rösrath. Umliegende Ortschaften und Weiler sind Fußheide im Norden, Großhecken und Kleinhecken im Nordosten, Knipscherhof im Osten, Burg Schönrath im Südosten, Rodderhof im Süden sowie Georgshof im Nordwesten bis Westen.

## Gewässer
Östlich von Oberschönrath entspringt ein namenloser orographisch rechter Nebenfluss des Gammersbach.

## Sehenswürdigkeiten
Südöstlich von Oberschönrath liegt die Burg Schönrath.

## Verkehr
Oberschönrath liegt an der Kreisstraße 49 und nahe der Kreisstraße 39.